# 1954년 칸 영화제
제7회 칸 영화제는 1954년 3월 25일부터 1954년 4월 9일까지 열린 영화제이다. 프랑스 칸에서 개최되었다.

## 수상

### 심사위원대상
- 리쁘와 씨 - 르네 클레망 수상

### 그랑프리
- 지옥문 - 기누가사 데이노스케 수상

### 특별상
- 지상에서 영원으로 - 프레드 진네만 수상